# Sydsudan vid världsmästerskapen i friidrott 2023
Sydsudan tävlade vid världsmästerskapen i friidrott 2023 i Budapest i Ungern mellan den 19 och 27 augusti 2023.

## Resultat
Sydsudans trupp bestod av en idrottare.

### Herrar
Gång- och löpgrenar
| Idrottare    | Gren        | Försöksheat  | Försöksheat | Semifinal        | Semifinal        | Final            | Final            |
| Idrottare    | Gren        | Resultat     | Placering   | Resultat         | Placering        | Resultat         | Placering        |
| ------------ | ----------- | ------------ | ----------- | ---------------- | ---------------- | ---------------- | ---------------- |
| Abraham Guem | 1 500 meter | 3.37,85 0PB0 | 9           | Gick inte vidare | Gick inte vidare | Gick inte vidare | Gick inte vidare |